# Солис, Марко Антонио
Ма́рко Анто́нио Соли́с (исп. Marco Antonio Solís, род. 29 декабря 1959, Мичоакан) — мексиканский музыкант, композитор и певец.

## Начало карьеры
Марко начал свою музыкальную карьеру в 12 лет в качестве участника проекта «Los Hermanitos Solís», который он образовал вместе с двоюродным братом Джоэлем (исп. Joel Solís). В начале 1970-х он основал группу «Los Bukis» (рус. Маленькие дети). Группа была успешна в Мексике, Южной Америке, а также у американских поклонников латиноамериканской музыки. Параллельно написанию песен для группы, он писал песни для мексиканской певицы Мариселы и испанской певицы Росио Дурсал.
Спустя 20 лет работы в группе, в 1996 году он начал сольную карьеру.

## Сольная карьера
Сольную карьеру он начал с выпуска альбома «En Pleno Vuelo» (рус. Живу насыщенной жизнью, который вышел 24 июля 1996 года. Альбом «Trozos de Mi Alma» (рус. Звуки моей души), который был выпущен в 1999 году принёс певцу успех в США. Альбом был признан платиновым в США и был раскуплен тиражом в 1 млн экземпляров в США. Также альбом получил статус бриллиантового в Мексике. Альбом «Más de Mi Alma» (рус. Больше моей души ) был удостоен награды «Грэмми в области латиноамериканской музыки» в номинации «Лучший поп-альбом» в 2001 году. Следующий альбом «Tu Amor o Tu Desprecio» (рус. Твоя любовь или твоё пренебрежение), который был выпущен в 2003 году, имел меньший успех.

## Дискография

### Студийные альбомы
- 1996: En Pleno Vuelo (Released July 24, 1996)
- 1997: Marco Antonio Solís (Released September 30, 1997)
- 1999: Trozos de Mi Alma (Released January 26, 1999)
- 2001: Más de Mi Alma (Released May 29, 2001)
- 2003: Tu Amor o Tu Desprecio (Released May 13, 2003)
- 2004: Razón de Sobra (Released November 2, 2004)
- 2006: Trozos de Mi Alma, Vol. 2 (Released September 26, 2006)
- 2008: No Molestar (Released October 7, 2008)

Graphic Design & Art Direction for Marco Antonio Solis by: Adriana Rebold

### Сборники
- 1998: Recuerdos, Tristeza Y Soledad
- 1999: En Vivo, Vol. 1 Desde El Teatro De Bel (Live)
- 2000: En Vivo, Vol. 2 (Live)
- 2003: La Historia Continúa...
- 2003: Dos Grandes (with Joan Sebastian)
- 2005: La Historia Continúa… Parte II
- 2005: Dos Idolos (with Pepe Aguilar)
- 2007: La Historia Continúa... Parte III
- 2007: La Mejor Colección US Sales as of July 11, 2007: 43,511 copies
- 2008: Una Noche en Madrid (en Vivo) June 10, 2008

## Фильмография
- 2001-2002 - Страсти по Саломее - Марко